# Palazzo della Civiltà Italiana

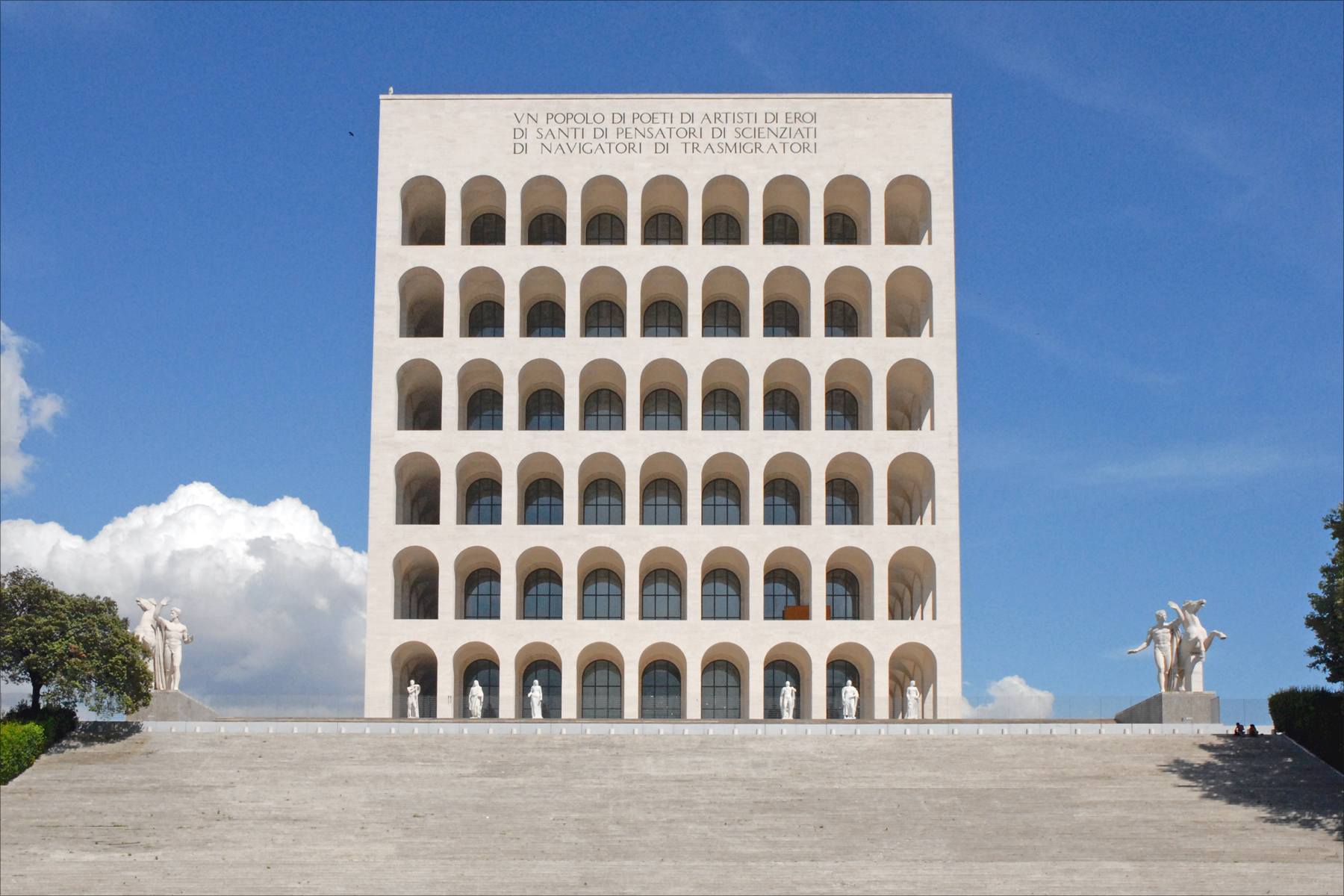
Colosseo quadrato

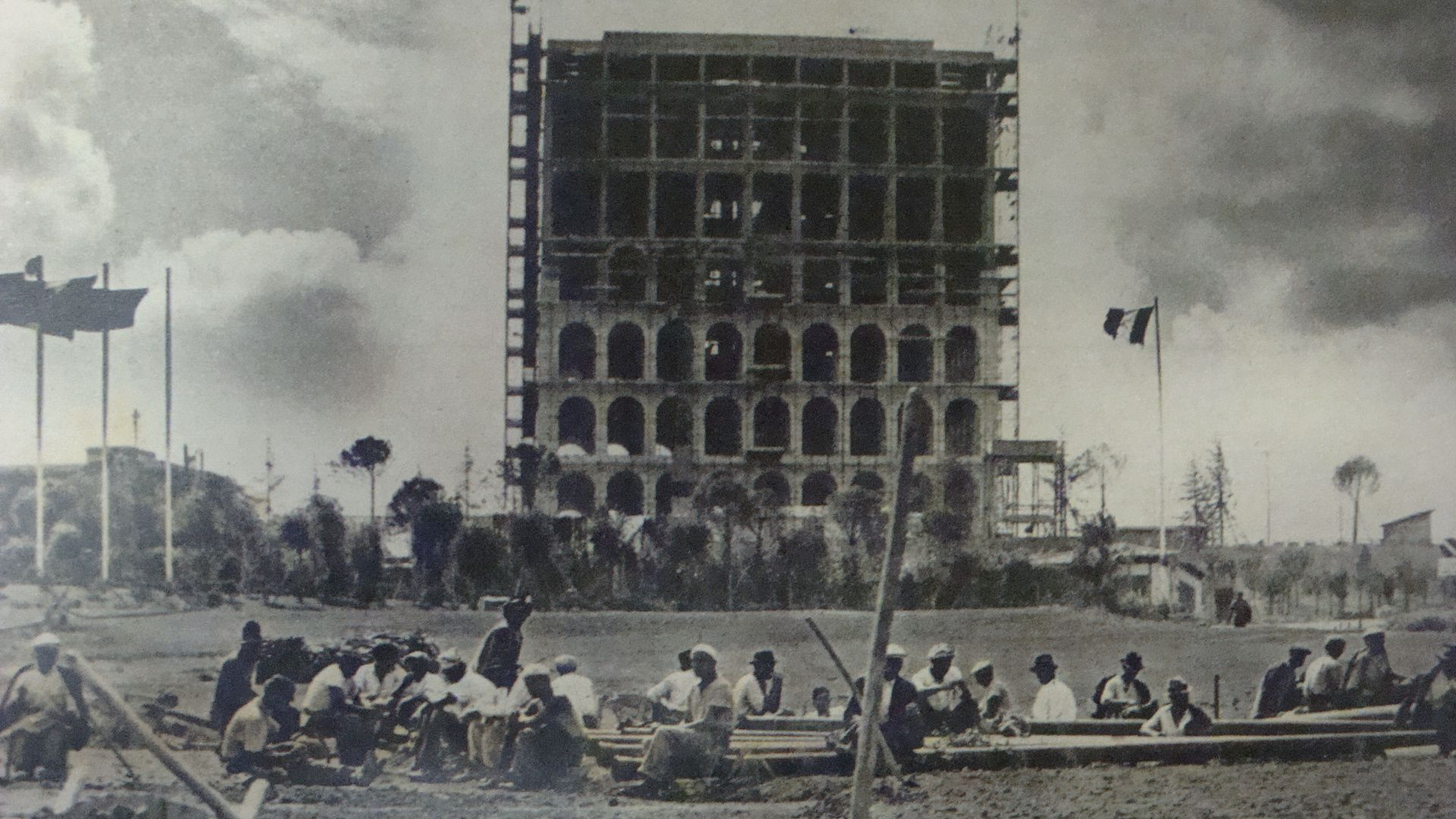
Bauphase 1940

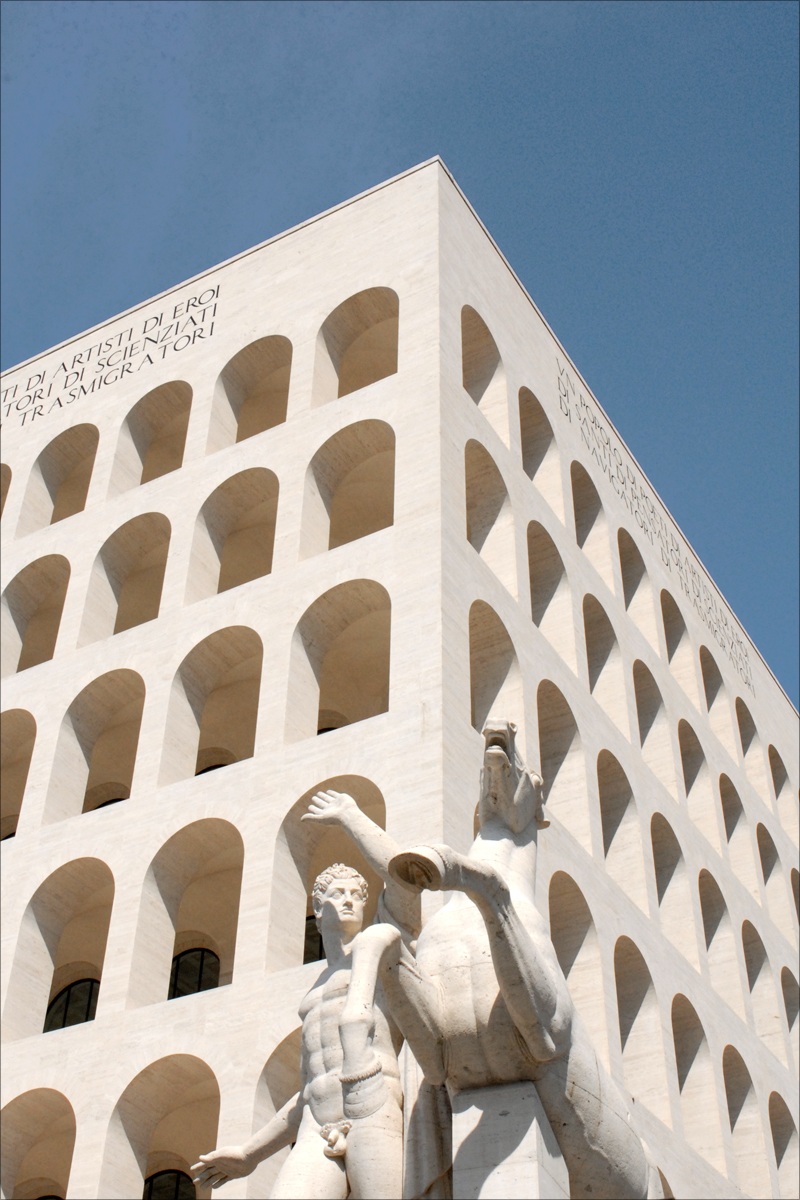
Fassadendetail

Der Palazzo della Civiltà Italiana (deutsch: „Palast der italienischen Zivilisation“), auch Palazzo della Civiltà del Lavoro und Colosseo quadrato genannt, ist ein Bauwerk im Esposizione Universale di Roma, EUR, in dem neuerrichteten Stadtviertel, in dem 1942 die Weltausstellung in Rom hätte stattfinden sollen und das der Verherrlichung des italienischen Faschismus diente.
Das Colosseo quadrato liegt am Quadrato della Concordia und ist ein Bauwerk im Stil des reduzierten Klassizismus mit 50 m Höhe, mit Fundament 68, sowie 216 Rundbogenarkaden auf sechs Stockwerken. Es sollte an das Kolosseum in Rom erinnern.
Das von den Architekten Ernesto Lapadula (von ihm stammt bereits ein Entwurf von 1937), Giovanni Guerrini und Mario Romano geplante Gebäude wurde in den Jahren 1938 bis 1943 erbaut.
Die Anzahl der Rundbogenarkaden entspricht senkrecht (sechs) der Anzahl der Buchstaben im Namen Benito und waagerecht (neun) Mussolini.
Auf jeder der vier Seiten des Quaderbaus befindet sich über den Arkaden eine Inschrift, in Anlehnung an die römische Monumentalschrift in Majuskeln: „Un popolo di poeti di artisti di eroi di santi di pensatori di scienziati di navigatori di trasmigratori“, übersetzt: „Ein Volk der Dichter, der Künstler, der Helden, der Heiligen, der Denker, der Wissenschaftler, der Seeleute, der Wandernden“. Es handelt sich dabei um ein Zitat aus der Rede Mussolinis vom 2. Oktober 1935, in der er Äthiopien den Krieg erklärte.
Das Gebäude diente unter anderem als Kulisse für die Komödie Hudson Hawk – Der Meisterdieb (1991), die Shakespeare-Verfilmung Titus (1999) und für die italienische Komödie O.K. Nero (1951).
Zwischen 2003 und 2008 war das Gebäude wegen Renovierungsarbeiten für die Öffentlichkeit gesperrt. Das Modelabel Fendi bezog dort 2015 für zunächst 15 Jahre seinen Hauptsitz. Das Erdgeschoss bleibt als Ausstellungsraum allgemein zugänglich, die Eröffnungsausstellung „Una nuova Roma: L’Eur e il Palazzo della Civiltà Italiana“ thematisiert die Rezeption des Gebäudes und des Quartiers in der Kunst, Architektur, Film und Fotografie.